# Гунделсхајм (Горња Франконија)
Гунделсхајм (њем. Gundelsheim) општина је у њемачкој савезној држави Баварска. Једно је од 36 општинских средишта округа Бамберг. Према процјени из 2010. у општини је живјело 3.291 становника. Посједује регионалну шифру (AGS) 9471137.

## Географски и демографски подаци
Гунделсхајм се налази у савезној држави Баварска у округу Бамберг. Општина се налази на надморској висини од 249 метара. Површина општине износи 3,8 km². У самом мјесту је, према процјени из 2010. године, живјело 3.291 становника. Просјечна густина становништва износи 873 становника/km².